# Рабдомиолиз
Рабдомиолиз — синдром, представляющий собой крайнюю степень миопатии и характеризующийся разрушением клеток мышечной ткани, резким повышением уровня креатинкиназы и миоглобина, миоглобинурией, развитием острой почечной недостаточности.
Рабдомиолиз может развиваться при длительном выполнении тяжёлой физической работы, в том числе при перегреве.

## Преобладающий возраст
Травма или инфекция, а также иные причины могут вызвать рабдомиолиз в любом возрасте. Заболеваемость зависит также и от этиологии острого некроза скелетных мышц. В более молодом возрасте к острому некрозу скелетных мышц ведут наследственные нарушения. Заболевание является результатом местных повреждений (например, травма мышц, отёк мышц, компрессия), а также системных эффектов многих биохимических токсинов и биоактивных веществ, медицинских препаратов, а также — гипоксии.

## Этиология
1. Синдром длительного сдавления
2. Наследственные нарушения метаболизма
3. Электролитные нарушения (гипокалиемия, гипофосфатемия)
4. Миопатии
5. Полимиозит, дерматомиозит
6. Злокачественная гипертермия
7. Злокачественный синдром при приёме некоторых ЛС (анестетики, фенотиазины, ингибиторы MAO)
8. Мышечное напряжение (физическое, вторичное при спастичности или тепловом ударе)
9. Травмы
10. Ишемия мышц при окклюзии артерий или сердечно-сосудистой недостаточности
11. Ожоги
12. Повторные повреждения мышц, длительное давление на мышцы
13. Эпилептический статус
14. Инфекционные заболевания
  1. Вирусы (гриппа A, Эпштейна-Барр, ветрянки)
  2. Бактерии
15. Токсические повреждения мышц
  1. Алкоголь
  2. Яд змей и некоторых сколопендр (при укусах).
  3. Монооксид углерода (угарный газ)
  4. Кокаин, героин, амфетамин
  5. Палитоксин
  6. Стрихнин
  7. Побочное действие Донормила
16. Передозировка ЛС
  1. Теофиллин
  2. Изониазид
  3. Азитромицин и аторвастатин одновременно
17. Злокачественные новообразования (острая некротическая миопатия опухолей)
18. Сахарный диабет.

## Патоморфология
1. Некроз мышц
2. Картина поражения почек миоглобином напоминает острый канальцевый некроз другой этиологии.

## Клиническая картина
Клиническая картина зависит от степени тяжести рабдомиолиза. При лёгких формах патология со стороны мышц может быть не выявлена, при этом диагностируют состояние по изменениям в крови. В более тяжёлых случаях возникают боль в мышцах, слабость и отёчность мышц. Если отёчность нарастает быстро (например, при синдроме длительного сдавления), движение жидкости из крови в поражённую мышцу может привести к низкому кровяному давлению и шоку. Попадание продуктов распада мышц в кровоток приводит к нарушениям электролитного состава, что вызывает тошноту, рвоту, растерянность, кому или нарушение ритма сердца. Моча может быть тёмной (чайного цвета), что обусловлено наличием миоглобина в ней. При повреждении почек уменьшается или отсутствует образование мочи, как правило, через 12-24 часа после повреждения мышц.
Симптомы и признаки почечной недостаточности аналогичны таковым при ОПН другой этиологии.

## Дифдиагноз
1. Заболевания, вызывающие некротические изменения канальцев почек
2. Почечное повреждение гемоглобиновыми пигментами.

Важно дифференцировать причины окрашивания мочи в красный цвет:
Возможные причины окрашивания мочи:
1) миоглобинурия: рабдомиолиз;
2) гемоглобинурия: гемолиз (механическое повреждение, иммунологическое повреждение, структурная хрупкость эритроцитов, микроангиопатия);
3) гематурия: почечная патология, постренальная патология;
4) экзогенные факторы: употребление в пищу красной свеклы, лекарственные препараты (витамин B12, рифампицин, фенолфталеин, фенитоин), метаболиты (билирубин, порфирин).

## Лабораторные исследования
1. Повышение уровня в крови ферментов мышц (КФК, альдолаза, ЛДГ)
2. Повышение уровней калия и фосфора вследствие повреждения мышц
3. Гипокальциемия во время олигурии, иногда гиперкальциемия в период восстановления после острого канальцевого некроза
4. Анализ мочи — положительный результат исследования мочи на кровь без обнаружения эритроцитов в осадке
5. Может наблюдаться высокая гиперурикемия, способная вызвать острую мочекислую нефропатию
6. Уровень витамина D бывает уменьшен в период олигурии
7. Иногда встречается обратимая дисфункция печени.

## Специальные исследования
1. Гипокальциемия в период олигурии служит полезным диагностическим признаком, но не даёт возможности установить диагноз острого некроза скелетных мышц
2. Высокие гиперкалиемия, гиперфосфатемия и гиперурикемия — весомый аргумент в пользу острого некроза скелетных мышц.

## Лечение
1. Обязательная госпитализация (см. также Острая почечная недостаточность)
2. При некрозе скелетных мышц, вызванном ущемлением, иногда показано хирургическое вмешательство
3. При тяжёлой почечной недостаточности необходим диализ
4. Лечение гипокальциемии

Физическая активность — физическая нагрузка может привести к острому некрозу скелетных мышц, особенно у лиц с метаболическими миопатиями.
Диета — при ОПН необходимо ограничение в пище белков (для снижения уровня азота мочевины в крови) и калийсодержащих продуктов.

### Лекарственная терапия
При остром некрозе скелетных мышц для предупреждения развития почечной недостаточности — увеличение выделения мочи до 150 мл/ч (3 мл/кг/ч)
1. Маннитол 12,5-25 г в/в
2. Инфузия натрия гидрокарбоната (до рН мочи 7,0-7,5) для уменьшения миоглобинового повреждения канальцев.

При тяжёлой гиперкалиемии — см. Гиперкалиемия.
Наблюдение
1. Болезнь может начаться спонтанно
2. Некоторые случаи (повреждение с размозжением тканей) случайны, не рецидивируют и не требуют после излечения дальнейшего длительного наблюдения.

## Профилактика
1. Предотвращение воздействия некоторых этиологических факторов до наступления острого некроза скелетных мышц
2. Предотвращение метаболических нарушений (гипокалиемия) и комбинаций ЛС, приводящих к острому некрозу скелетных мышц.

## Прогноз
Неблагоприятный, смерть часто наступает вследствие гиперкалиемии или почечной недостаточности. Прогноз улучшается при проведении диализа и заместительной терапии.